# Glossario del poker
Questa pagina comprende il Glossario del poker, con i suoi termini più utilizzati nelle varie specialità. Si consiglia di consultare inoltre la pagina: punti del poker.
Questa lista è suscettibile di variazioni e potrebbe essere incompleta o non aggiornata.

## A
- A-Game: partita di alto livello.
- ABC Player: giocatore con stile di gioco prevedibile.
- Ace-High: mano che fa vincere uno showdown in cui nessuno dei giocatori ha ottenuto un punteggio. In questo caso vince la mano Ace-High grazie all'Asso come carta alta.
- Act: tell intenzionale dato col fine di fornire false informazioni all'avversario.
- Action: checkare, puntare, rilanciare, ovvero azione.
- Action card: carta sul board che dà inizio a un forte giro di puntate.
- Add-on: possibilità di ricreare lo stack iniziale oltre il buy-in durante alcuni tornei, indipendentemente dalla disponibilità di chips che ogni giocatore possiede.
- Aggressive: un giocatore che raramente vede (call), preferendo rilanciare (raise).
- Ale Casa: Asso e jack, estremamente sconsigliata negli All-In pre flop.
- All-in: giocare in una mano tutte le chips residue. Per gli altri giocatori si crea un side pot (vedi). Equivale alla locuzione italiana "Ai resti".
- American Airlines: soprannome della mano Asso-Asso.
- Anna Kournikova: soprannome della mano AK che a detta di molti giocatori, come la tennista, «è bella da vedere, ma vince raramente».
- Animal: un giocatore che punta e/o rilancia sempre.
- Ante o invito: puntata obbligatoria per tutti i giocatori presenti al tavolo.
- Apertura: tipico del Draw Poker, è la combinazione necessaria da possedere per iniziare la mano.
- Average: possibilità di sapere se il proprio stack o quello degli avversari si trovi sopra, sotto o in media.

## B
- Baby: carta piccola, generalmente inferiore al 5.
- Baby pair: coppia piccola, generalmente sotto i 7.
- Backdoor o runner: mano che necessita più di una carta per essere completata.
- Bankroll: i soldi a disposizione di un giocatore.
- Bad beat: una mano molto forte che perde in una maniera statisticamente improbabile.
- Bear (orso): un giocatore molto conservativo.
- Belly buster: progetto di scala ad incastro. V. gutshot. Definito anche come inside straight draw.
- Big Blind o grande buio o controbuio: il buio più alto. Si mette nel piatto prima della distribuzione. Lo punta il giocatore due posti a sinistra del dealer.
- Blind: puntata obbligatoria da mettere nel piatto prima della distribuzione.
- Blocking bet: tipo di puntata molto bassa, effettuata da un giocatore fuori posizione, effettuata con il fine di anticipare e bloccare una puntata presumibilmente molto più alta di un avversario.
- Bluff: fingere una mano migliore di quella effettivamente posseduta.
- Boat: nome gergale per il full.
- Board: le carte in comune, utilizzabili da tutti i giocatori, dette anche community cards (v.). Per estensione, anche la superficie sulla quale le community cards vengono disposte.
- Bolla: i giocatori che riusciranno a piazzarsi in posizioni utili per vincere dei premi. Il termine può anche essere utilizzato per indicare la posizione subito fuori dai premi.
- Bottom pair: la coppia realizzata con una delle proprie carte e la carta dal valore più basso uscita al flop.
- Bottom two-pair: la doppia coppia realizzata con le due carte dal valore più basso uscite al flop.
- Bottone: v. Dealer's Position.
- Bounty: opzione presente in alcuni tornei che garantisce una somma di denaro a chi elimina i giocatore.
- Bruciare una carta o burn a card: bruciare le carte prima di flop, turn e river (vv.). le carte vengono bruciate per prevenire il riconoscimento di eventuali carte segnate.
- Bufa: la mano 4 e 5 a picche, micidiale nel trovare la straight flush.
- Buy-in: la somma di denaro da versare per prendere parte ad un torneo.

## C
- Call: vedere/chiamare una puntata.
- Calling station: giocatore passivo che gioca esclusivamente in call, senza rilanciare o foldare.
- Case card: una o pochissime carte che possono salvare un giocatore sfavorito per vincere la mano.
- Cash game: poker giocato con denaro reale o - più frequentemente - con gettoni che hanno valore di denaro reale (table stakes).
- Card Cap: oggetto (solitamente la chip posseduta dal valore più alto) posto sopra le proprie carte.
- Cards Speak: regola per la quale, se una mano è vincente, lo è indipendentemente da come viene chiamata.
- Check: cip, ossia restare in gioco senza puntare.
- Check-Out: passare (fare fold) anche quando si potrebbe fare check.
- Check-Raise: fare check e poi, sul rilancio dell'avversario, controrilanciare. Mossa atta a far sbilanciare prima l'avversario, e solitamente indica un buon punto in mano.
- Chicken: giocatore che si spaventa facilmente per i rilanci degli avversari. Anche se la traduzione letterale è "pollo", il termine non significa "giocatore scarso, debole".
- Fiche: il dischetto rotondo usato per rappresentare una certa somma di denaro. Tipiche dei casinò americani; in Europa è frequente trovare chips quadrate o rettangolari.
- Chip leader: il giocatore che ha più chips in un tavolo o in un torneo.
- Chip Shuffle: trick ("giochetto") fatto dai giocatori con le loro chips. Consiste nell'unire con una sola mano due pile di cinque chips in un'unica pila da dieci chips.
- Clubs: il seme di fiori.
- Coffee housing: parlare per trarre in inganno o distrarre un avversario.
- Coin flip: letteralmente "lancio della moneta". Quando le probabilità fra due giocatori sono poco distanti dal 50%.
- Coldcall: si ha un coldcall quando, dopo il flop, un giocatore decide di chiamare il raise di un avversario, effettuato successivamente ad un proprio call. Si differenzia dal flatcall (v.), il quale avviene dopo una sola azione prima del call.
- Colore: un colore è composto da cinque carte di uno stesso seme. È diverso dalla scala colore perché si può comporre anche con carte di diverso valore non consecutive.
- Committed: si definisce così un giocatore ormai costretto ad effettuare un call, poiché il rapporto tra ciò che ha investito nella puntata fino a quel momento e ciò che ancora gli resta è sproporzionato.
- Community Cards: le carte in comune, utilizzabili da tutti i giocatori; in italiano si chiamano "Carte comuni".
- Connectors: si dice di due pocket cards in sequenza. Esempio: Q♣, K♥ oppure 7♠, 8♣. Se le carte sono dello stesso seme (es: 10♥, J♥) si parla di suited connectors
- Continuation bet: giocata effettuata dopo il flop, anche senza aver legato il punto, da un giocatore che aveva precedentemente puntato anche preflop.
- Cooler: Scontro inevitabile tra due mani molto forti. Es.: Tris di 7 contro tris di 8
- Cowboys: soprannome della mano King-King (KK)
- Crying call: chiamata al river, generalmente bassa, effettuata con la convinzione di essere battuti.ds
- Cut-off: posizione al tavolo immediatamente alla destra del bottone (dealer), quindi penultimo a parlare.

## D
- Dead Man's Hand: letteralmente "Mano dell'uomo morto". Così è soprannominata la mano Asso-Otto. Questo nome è dovuto al fatto che il celebre pistolero Wild Bill Hickok avesse una doppia coppia di assi e otto in mano quando fu ucciso nel 1876.
- Dead money: chips già investite nel piatto da giocatori ormai usciti dalla mano.
- Deal: accordo, generalmente preso al tavolo finale di un torneo, per dividere i premi in denaro.
- Dealer: il mazziere.
- Dealer's Position: colui che si trova nella posizione del mazziere, anche se non distribuisce effettivamente le carte, compito che spetta ad un dealer esterno alla partita. Dopo il flop il giocatore in dealer's position parla per ultimo.
- Deep stack: giocatore in possesso di uno stack di chips molto più alto rispetto alla media.
- Defensive bet: puntata effettuata con lo scopo di acquisire informazioni non dando la possibilità agli avversari di agire liberamente.
- Diamonds: il seme di quadri.
- Donk: Giocatori che effettua delle giocate molto discutibili che spesso finiscono male.
- Donk-bet: Puntata post-flop effettuata del primo a parlare che aveva semplicemente chiamato pre-flop.
- Double-up: quando un giocatore raddoppia il proprio stack dopo aver vinto una mano in cui era andato all-in.
- Double barrell: la continuation bet effettuata anche al turn.
- Double chance: doppia possibilità. Il giocatore ha la possibilità di aggiungere altre chips pagando una seconda quota entro un certo periodo.
- Draw: è il progetto, cioè quando ancora non si è chiuso il punto ma sono ancora necessarie una o più carte.
- Draw poker: poker classico, con cinque carte in mano.
- Drawing dead: la situazione di un giocatore che non ha più probabilità di battere il punto dell'avversario.

## E
- Early Position: posizione di chi deve parlare tra i primi nel giro di puntate. Rappresenta uno svantaggio.
- Edge: letteralmente "vantaggio" viene utilizzato per esprimere il concetto di superiorità tecnica rispetto ad un avversario.
- EPT: European poker Tour.
- EV: Expected Value o Valore Atteso che può essere positivo (EV+) o negativo (EV-) e sta ad indicare quanto sia corretta o meno quella giocata nel lungo periodo.
- La Edo Brunson: 9 e 2

## F
- Family pot: piatto (pot) al quale prendono parte quasi tutti i componenti del tavolo.
- Fixed Limit: variante del Texas hold 'em nella quale le puntate sono bloccate, così pure gli eventuali rilanci che possono essere solo tre per round di scommessa, tranne quando sono rimasti al tavolo solo due persone. Spesso è usato anche il solo termine limit.
- Flaqa: la 5 e 8.
- Flop: le prime tre community cards poste sul tavolo.
- Flatcall: è la chiamata fatta da un giocatore dopo il flop, in seguito ad un'unica azione da parte dell'avversario. Ad esempio: quando un giocatore fa un bet dopo il flop, ed un altro giocatore fa semplicemente call, quest'ultimo effettua una flatcall.
- Floating: è il call post flop su una continuation bet dell'avversario, tale da indurlo a credere che la nostra mano sia così buona da non farlo puntare al turn.
- Flush: v. colore.
- Flush draw: il progetto di colore.
- Fold: passare.
- Forced bet: puntata obbligata dalle regole (come gli ante o il bring-in)
- Four of a kind: quattro carte identiche, cioè un poker. Anche detto Quads.
- Free card o carta gratis: carta successiva a un turno in cui non ci sono state puntate.
- Freeroll: un torneo che prevede iscrizione gratuita.
- Full ring: un tavolo composto da 7 o più giocatori.

## G
- Gioca: parola utilizzata per incitare al gioco, in termine pokeristico viene utilizzata per invitare i giocatori a partecipare al gioco durante la fase di organizzazione. A volte anche utilizzata durante la mano di gioco per invitare gli avversari, soprattutto durante gli ultimi giri finali, le cosiddette mani che non si recuperano.
- Grinding: l'azione di grindare, giocare con uno stile che prevede il minimo rischio e piccoli guadagni per un lungo periodo di tempo.
- Guindo: 9 e 3, prima mano nella storia del poker a realizzare un quads+tris.
- Gulla: K e 4, la mano suicida.
- Gutshot straight: il progetto di scala ad incastro per il quale restano solo quattro carte. Esempio: in mano Q♣, 10♦ e sul board J♠, A♣, 4♠. In questo caso restano solamente i quattro kappa per chiudere il progetto di scala.

## H
- Hand: termine che indica un giro di scommesse (mano), le pocket cards (v.) in mano ad ogni giocatore oppure il punto ottenuto da un giocatore.
- Hand history: il resoconto dettagliato dell'andamento di una mano giocata.
- Heads up: scontro testa a testa (uno contro uno).
- Hearts: il seme di cuori.
- High stakes: per high stakes si intendono quei tavoli di torneo o cash game in cui la quota di buy-in e le cifre in gioco sono molto elevate.
- Hijack: posizione al tavolo alla destra del cut-off
- Hole card: una carta che è data al giocatore a faccia in giù, in modo che nessun altro possa vederla. Le pocket cards sono due hole cards.
- Hollywooding: recitare parecchio durante una mano.
- Hollywoods: iniziare a parlare durante la mano facendo credere al proprio avversario di non avere assolutamente niente per poi mostrargli il nuts, celebre l’Hollywoods di Don GuindoLando nel tavolo finale di Barcelona del 2022 che lo ha conseguentemente portato a vincere il braccialetto (aveva gli aces)

## I
- Ignorant end: la parte inferiore di una scala che rappresenta un punto rischioso da giocare. Ad esempio, con 7 6 5 al flop, 3 4 è il lato ignorante e pone il giocatore a rischio di essere già battuto (da 9 8) o di venire battuto al turn o al river.
- ITM: situazione di un giocatore andato a premi nel corso di un torneo.
- In the zone: momento in cui un giocatore riesce a leggere le mosse degli avversari e ad azzeccare le proprie.
- Inside straight draw: progetto di scala a incastro. Vedi gutshot. Definita anche belly buster.
- Invito: v. ante.

## J
- Jack Daniels: coppia di jack servita sul board

## K
- Kicker: in tutte le mani che prevedono un punto costituito da 2, 3 o 4 carte (quindi coppia, doppia coppia, tris, poker), è la carta che, in caso di mano pareggiata, decide il piatto, il quale va al giocatore con la carta più alta in mano.
- Kick: v. raise.
- Knock: v. check.
- Kimpo 8-2 (mano poco gorda)
- Koulibaly: K-2, sempre aspettare il River per vedere la sua efficacia
- Killer: mano composta da K-8, solitamente quando si ha si dice "stasera qua qualcuno si fa male", antagonista della dead man

## L
- Late Position: posizione di chi deve parlare tra gli ultimi nel giro di puntate. Rappresenta un vantaggio.
- Legittimate play: Puntare esattamente in relazione alla forza della propria mano.
- Limp: limpare equivale a fare solamente call preflop.
- Long Shot: vincere una mano a dispetto di scarse probabilità iniziali. (vedi anche: suck out)
- Loose: particolare tipo di giocatore che ha la tendenza a giocare molte piatti preflop. È il contrario del giocatore tight (v.). Tale distinzione si basa esclusivamente sul gioco preflop.
- Loose Cannon: in un Cash-Game è un giocatore entrato senza pagare il buy-in (di solito non professionista qualificatosi tramite satelliti) e che quindi non può rifare buy-in laddove fosse consentito. Di solito adottano strategie passive.
- Lowball: tipo di poker in cui il punto più basso vince.
- La Lurida: Mano composta da Q-6
- Le Lurids: Coppia di Q in mano

## M
- World Series of_Poker#Il Main Event: evento principale delle World Series of Poker.
- Main Pot: piatto principale.
- Mazziere: colui che, durante una partita a carte, gestisce il mazzo delle carte.
- Middle Pair: la coppia realizzata con una delle proprie carte e la seconda carta dal valore più alto uscita al flop.
- Middle Position: trovarsi tra la Early e la Late Position (v.).
- Monster Hand: punto fortissimo, magari ottenuta già al flop.
- MTT o Multi Table Tournament: un torneo in cui è prevista la creazione di più tavoli.
- Muck: situazione quando, in seguito allo showdown (vedi) di un avversario che mostra carte migliori, non si mostrano le proprie. Per estensione, indica la zona del tavolo in cui gettare le carte dopo un fold.

Mezza mazzeria: quando si possiede 4/5 di scala e 4/5 di colore al flop
- Mossa del Nonno: Quando punti tanto pre flop e poi appena esce il flop vai ALL-IN a prescindere da cosa tu abbia in mano e a prescindere a cosa sia uscito al flop

## N
- No limit: tipo di gioco nel quale non sono fissati limiti alle puntate.
- No pair: nessuna coppia. Quando si vince grazie alla carta alta (kicker).
- Nut flush draw: progetto nut (v.) di colore. Pertanto, se completato, rappresenta il colore più alto possibile al tavolo.
- Nuts: la miglior mano ottenibile in rapporto alle community cards già uscite.

## O
- Odds: rapporto tra la probabilità a favore e quella contro l'ottenimento di un punto ritenuto vincente. Il loro calcolo è fondamentale per decidere l'entità delle puntate.
- Offsuited: sono due carte in mano di seme diverso. Esempio: 8♣, 3♦.
- On tilt: giocatore che gioca in modo pessimo a causa di rabbia, frustrazione, perdite sfortunate e/o eccessive.
- Open ended straight draw: scala bilaterale. Si ha, ad esempio, se si hanno in mano 10 e J ed il flop è Q 4 K; in tal caso potrebbe ad esempio uscire un A e completare la scala verso l'alto oppure un 9 e completarla verso il basso.
- Option: possibilità da parte del giocatore sul big blind di fare check o rilanciare prima del flop.
- Outs: numero di carte rimaste nel mazzo che possono migliorare la mano.
- Overbet: puntata di valore più alto in modo sproporzionato rispetto al piatto.
- Overcard: carta del valore superiore rispetto a quelle sul board.
- Overpair: coppia del valore superiore rispetto a tutte le carte presenti sul board.

## P
- Paperelle: soprannome della mano 2-2.
- Passive: tipo di giocatore che raramente punta per primo, preferendo limitarsi al call. Opposto al giocatore aggressive.
- Pempe: la 2 e 8,
- Pempe on tilt: situazione di appannamento per il giocatore Maestro Pempe, 2 braccialetti EPT e 4 volte campione WSOP, che si ritrova in questa situazione dove prende scelte imprevedibili.
- Pocket pair: coppia servita.
- Poker face: faccia da poker, impassibilità.
- Posizione (poker): l'ordine con cui il giocatore è chiamato a parlare. Ha notevoli implicazioni nella strategia di gioco, tanto da risultarne uno dei fattori principali e più importanti.
- Posizione (in): v. cut-off.
- Pot: il piatto.
- Pot Odds: rapporto tra il denaro nel piatto e la somma da chiamare per rimanere in gioco. Esempio: se su un piatto da 500$ viene fatto un rilancio di 100$ le pot odds sono pari a 100/500=1/5.
- Pre-flop: fase di gioco tra la distribuzione delle carte e la scopertura del flop.
- Premium hand: mano molto forte come coppia alta o AK
- Pasalic: soprannome della mano 8-8.
- Push: azione commessa da chi va all-in

## Q
- Quads: quattro carte identiche, ossia un poker.

## R
- Rabbit Hunting: richiesta di vedere le restanti community cards che sarebbero state distribuite, in caso di mano già conclusa.
- Rainbow: flop composto da tre carte di semi differenti. Esempio: J♦, 5♠, K♥. Sono dette così anche le pocket cards di semi diversi; in questo caso si parla anche di carte off-suited (v.)
- Rag: una carta inutile.
- Raise: rilanciare.
- Range:possibili combinazioni di carte che il giocatore può avere
- Read: leggere, ovvero capire la mano di un avversario.
- Re-raise: controrilanciare sul rilancio di un avversario.
- Rebuy: opzione che, in alcuni tornei, permette di comprare altre chips, solitamente ad un prezzo inferiore a quello del buy-in. Nei tornei più importanti è un'opzione prevista molto raramente.
- River: la quinta e ultima community card.
- Rock: giocatore estremamente tight.
- Royal Flush: scala reale.
- Run, going on a: una serie fortunata di un giocatore che vince diverse mani consecutive.
- Runner: v. backdoor
- Runner Runner: v. backdoor

## S
- Sandbagging: letteralmente, "mettere sabbia nella borsa". Avere un buon punto ma non rilanciare per tenere più giocatori possibile nel piatto ed eventualmente provocare bluff.
- Satellite: torneo minore che ha come premio l'ingresso ad un ulteriore torneo più costoso e importante.
- Set: così è definito il tris ottenuto grazie alla propria pocket pair e ad una carta sul board.
- Shark: giocatore che cerca tavoli con giocatori deboli.
- Short stack: giocatore con uno stack di molto inferiore rispetto alla media delle chips degli avversari.
- Shootout: forma di torneo in cui il vincitore di ciascun tavolo gioca al tavolo finale con i vincitori degli altri tavoli.
- Showdown (poker): fase nella quale i giocatori mostrano il proprio punto, dopo tutte le puntate o in casi di all-in senza possibilità di gioco per gli avversari.
- Showdown Value: valore di una mano che, nonostante sia piuttosto debole, potrebbe vincere in caso di Showdown
- Side Pot: l'insieme delle puntate di una mano successive all'all-in di uno o più giocatori.
- Sit'n'Go Tournament: tipo di torneo che inizia quando viene raggiunto un numero prestabilito di giocatori. A volte abbreviato in SNG.
- Sit out: assentarsi momentaneamente dal tavolo non prendendo parte alle giocate. Il giocatore in sit out pagherà comunque i bui e gli inviti, e le sue mani saranno automaticamente foldate.
- Slowplaying o slowplay: con un punto forte in mano, ingannare gli avversari, non rilanciando in maniera eccessiva per tenere più giocatori possibile nella mano.
- Small Blind o piccolo buio: il più piccolo dei due bui (blinds) messi nel pre-flop. Lo punta il giocatore all'immediata sinistra del dealer.
- Smooth call: effettuare solo un call, invece di fare raise, con un punto molto forte in mano (v. Slow playing).
- Spades: il seme di picche.
- Split Pot: piatto diviso tra due punti equivalenti.
- Squeeze: puntata molto alta, con il fine di far foldare gli avversari, di un giocatore generalmente ultimo a parlare.
- Stack: totale delle chips a disposizione di un giocatore; il termine equivalente in italiano è "Monte".
- Steal: è il rilancio sui bui da parte di un giocatore con una giocata in bluff, ovvero senza avere una mano tale da giustificare un rilancio se non per "rubare" i bui.
- Straddle: azione tipica del "cash game" per la quale il giocatore "under the gun" prima di vedere le carte raddoppia il grande buio. Avrà poi la possibilità di parlare per ultimo, a carte viste.
- STT o Single Table Tournament: un torneo in cui è prevista la creazione di un solo tavolo.
- Suck Out: vincere una mano nonostante le basse probabilità al flop.
- Suited: si dice di due pocket cards dello stesso seme.
- Suited connectors: si dice di due pocket cards dello stesso seme e di valore vicino.
- Super System: manuale sul gioco scritto dal famoso giocatore Doyle Brunson, considerato La bibbia del poker:

## T
- Tell: indizio di un altro giocatore che permette di intuirne le carte. Può esser un movimento inconsulto, l'intonazione della voce, l'espressione del viso o altro.
- Tight: giocatore che seleziona accuratamente preflop le mani da giocare e fa fold facilmente. Opposto a loose.
- Titanic: viene usato per indicare la doppia coppia A-K. Il nome viene dal fatto che dà l'impressione di essere un punto "inaffondabile", ma in realtà non è poi così sicuro.
- Three of a kind: tris.
- Three bet: la terza puntata, ovvero il re-raise.
- Tom and Gerry: La variante della giocata Fuss. A e 2
- Top pair: indica sia la coppia realizzata con una delle proprie carte e la carta dal valore più alto uscita al flop.
- Top two-pair: la doppia coppia realizzata con le due carte dal valore più alto uscite al flop.
- Trips: tris ottenuto grazie ad una delle carte in mano e due identiche sul board.
- Turbo: tipologia di sit & go e MTT, soprattutto on line, dalla durata dei livelli molto bassa, generalmente sotto i 10 minuti.
- Turn: la quarta community card scoperta.

## U
- Underdog: il giocatore sfavorito. equivalente italiano di sotto a un treno.
- Under the gun o UTG: è il giocatore seduto subito dopo il grande buio (cioè alla sua sinistra). In quanto tale, è il primo giocatore a parlare ad inizio mano.

## V
- Value bet: puntata effettuata da un giocatore che ritiene di avere un'ottima mano con il fine di farsi pagare il valore della stessa.

## W
- Whito: 3 e 5, vedi di far belek.
- WSOP: le World Series of Poker, ossia la più prestigiosa serie di eventi di poker sportivo. Si svolgono annualmente a Las Vegas, e si disputano tornei in tutte le specialità e varianti del poker; il vincitore Main Event (ufficialmente: $10,000 World Championship No-Limit Texas hold 'em) riceve il titolo ufficioso di "Campione del mondo".
- WSOPE: le World Series of Poker Europe, l'espansione europea delle World Series of Poker.
- WPT: circuito del World Poker Tour.